# Sohag
Sohag (også stavet Souhag og Suhaj; (arabisk: سوهاج) er en by i Egypten, beliggende ved Nilens vestlige kyst. Byen er hovedstad i provinsen Sohag og har ca. 140.000 indbyggere.
26°33′38″N 31°41′30″Ø / 26.5606°N 31.6917°Ø